# Поруш, Меир
Меир Поруш (ивр. מאיר פרוש‎; род. 11 июня 1955 года, Иерусалим, Израиль) — израильский политик, депутат кнессета (14, 15, 16, 17, 18 и 19 созывы) от партии Яхадут ха-Тора.

## Биография
Меир Поруш родился 11 июня 1955 года в Иерусалиме, его отец Менахем Поруш — израильский политик, раввин. Образование получил в иешиве. Около 13 лет Меир Поруш был членом правления иерусалимского муниципалитета, членом комиссии по планированию и строительству. Также 7 лет он занимал должность заместителя мэра города, был ответственным за улучшение внешнего вида города и ответственным за ортодоксальное образование.
В 1996 году был избран впервые в кнессет (14 созыв) от фракции Яхадут ха-Тора (Агудат Исраэль), в сформированном Биньямином Нетаньяху правительстве занял пост заместителя жилищной политики. Поруш был переизбран в кнессет 15-го созыва, и в правительстве Ариэля Шарона стал заместителем министра строительства и жилищной политики. Позже Меир Поруш переизбирался в кнессет 16-го, 17-го, 18-го и 19-го созыва.
В 2008 году Поруш баллотировался на пост мэра Иерусалима, он получил 42 % голосов, однако проиграл светскому политику Ниру Баркату, который получил 52 % голосов.
В феврале 2011 года в составе кнессета 18-го созыва его сменил Исраэль Эйхлер. Во втором правительстве Нетаньяху получил пост заместителя министра образования, в феврале 2011 года, когда Поруш покинул кнессет, он передал этот пост Менахему Мозесу.
Поруш женат, живёт в Иерусалиме, имеет двенадцать детей.